# Noel Clough
Noel Stanley Clough (ur. 25 kwietnia 1937) – australijski lekkoatleta, sprinter i średniodystansowiec.
Zwyciężył w biegu na 880 jardów na igrzyskach Imperium Brytyjskiego i Wspólnoty Brytyjskiej w 1966 w Kingston, wyprzedzając Wilsona Kipruguta z Kenii i George’a Kerra z Jamajki. Wyrównał wówczas rekord Australii z czasem 1:46,9. Na tych samych igrzyskach zajął 8. miejsce w biegu na 440 jardów i 5. miejsce w sztafecie 4 × 440 jardów.
Był wicemistrzem Australii w biegu na 440 jardów przez płotki w 1964/1965 oraz w biegu na 800 metrów w 1965/1966, 1966/1967 i 1969/1970, a także brązowym medalistą w biegu na 400 metrów w 1966/1967 i w biegu na 800 metrów w 1970/1971.
Rekordy życiowe:
- bieg na 800 metrów – 1:46,2 (8 sierpnia 1966, Kingston)